# Конституційний суд Болгарії
Конституційний суд Республіки Болгарія (болг. Конституционен съд на Република България) — суд Болгарії; контролює конституційність законів, інших актів Народних зборів і указів Президента Республіки. Під конституційністю розуміється відповідність Конституції Болгарії та міжнародним договорам, підписаним нею, якщо вони ратифіковані Народними зборами. КС не контролює конституційність розпоряджень уряду і міністрів, цим займається Верховний адміністративний суд. Рішення КС є остаточними і оскарженню не підлягають.

## Склад
Суд складається з 12 членів, які призначаються на 9-річний термін. Третина (4 особи) призначається Народними зборами, третина — президентом республіки, третина обирається самою судовою гілкою влади. Голова КСБ обирається строком на 3 роки.

## Голови
- Асен Манов 1991–1997 (два терміни)
- Живко Сталев 1997–2000
- Христо Данов 2000–2003
- Румен Янков лютий — жовтень 2003 (тимчасовий в.о.)
- Неделчо Беронов 2003–2006
- Румен Янков (другий раз) 2006–2009
- Євген Танчев 2009-